# Perseo, protetto da Minerva, pietrifica Fineo
Perseo, protetto da Minerva, pietrifica Fineo (Persée, assisté par Minerve, pétrifie Phinée) è un dipinto di Jean-Marc Nattier, eseguito con la tecnica dell'olio su tela. Realizzato nel 1718, è conservato nel Musée des Beaux-Arts di Tours.

## Descrizione
Nella mitologia classica Perseo, semidio figlio di Giove, sposò la principessa etiope Andromeda dopo averla salvata dal mostro marino cui era stata offerta in sacrificio; ma durante il banchetto nuziale, che si stava tenendo nella grande sala della reggia, egli dovette fronteggiare l'irruzione di uno zio della fanciulla, l'uomo a cui precedentemente era stata promessa. Le fonti divergono sull'identità di costui: secondo alcune si sarebbe trattato dello zio materno Agenore, mentre nelle altre, più numerose, il pretendente respinto era Fineo, uno dei fratelli del re Cefeo, padre di Andromeda.
Per la realizzazione di questo dipinto, Nattier si è rifatto alla versione più accreditata, seguendo in particolare il racconto di Ovidio nelle sue Metamorfosi: nell'opera pittorica è infatti possibile riconoscere alcuni personaggi di cui riferisce l'autore, appartenenti alle due fazioni armate contrapposte, i compagni di Perseo e i seguaci di Fineo. Stando al poema ovidiano, Perseo, sotto la protezione della dea Minerva, uccise con varie armi un gran numero di nemici, per poi pietrificare con la testa di Medusa quelli superstiti, tra cui Fineo.
La metamorfosi del fratello di Cefeo è da Nattier rappresentata in secondo piano - benché perfettamente distinguibile - e questo può sorprendere se si considera il titolo dell'opera, che si riferisce appunto al momento culminante di tutto il mito narrato: la stessa Minerva, che appare su una nube nell'atto di conferire vigore e coraggio a Perseo, non sembra essere collocata in una posizione di particolare rilievo. L'artista ha preferito porre sotto gli occhi dello spettatore, verso destra, i due personaggi su cui Ovidio più si dilunga, nonostante vengano uccisi da Perseo in combattimento (senza dunque essere trasformati in pietre), ovvero il giovane semidio indiano Ati e il suo amante, l'assiro Licabas: i cadaveri di questa singolare coppia di guerrieri, resi famosi dal loro amore vissuto fino in fondo, giacciono effettivamente come si dice nel testo, descrivente Ati prono sul pavimento col volto deformato per metà dopo essere stato percosso con un ceppo combusto presso la tempia (da cui è appunto fuoriuscito il sangue), e Licabas riverso accanto, la mano sinistra reggente ancora l'arco, e l'altro braccio allungato verso il compagno.
Sul lato sinistro, ma leggermente più indietro rispetto ai due guerrieri-amanti, appaiono i seguaci di Fineo che invece condividono con lui la metamorfosi, perlomeno quelli di cui Ovidio ha tramandato i nomi; inoltre Nattier non ha dimenticato di raffigurare Aconteo, il compagno di Perseo rimasto pietrificato per aver incautamente guardato il capo della Gorgone, insieme ad Astiage, il nemico che stava per colpirlo e che fu convertito in sasso dopo di lui. In questo gruppo di personaggi la metamorfosi è già avvenuta; bianchissime statue essi sono ormai né più né meno, mentre Fineo, rappresentato in ginocchio, inizia a subire la loro stessa sorte.
Nell'angolo inferiore sinistro è visibile il cadavere di un giovane in posizione prona, disarmato, con un pugnale conficcato nella tempia e una cetra accanto a lui: si tratta di uno dei personaggi minori di questo mito, il citaredo di corte Lampetide, che nonostante non facesse parte di nessuna delle due fazioni fu colpito da un seguace di Fineo. Anche qui Nattier si dimostra attentissimo lettore della narrazione ovidiana.
Fra le figure restanti, risulta difficile attribuire precise identificazioni: spiccano un paio di duellanti, un guerriero che ha rovesciato uno dei tavoli, e all'estrema destra un compagno di Perseo che a differenza di Aconteo si è coperto gli occhi per non incrociare lo sguardo di Medusa, usando un enorme drappo come protezione.